# Notation financière de la Colombie
La Colombie, comme la plupart des autres États, ainsi que les banques et les grandes entreprises, est tributaire de la notation financière des agences de notation dans le cadre de sa politique d'emprunt.

## Généralités
La notation financière est calculée par les agences de notation. Elle est supposée représenter la confiance que peuvent avoir les investisseurs dans la capacité de la Colombie à rembourser les emprunts qu'elle a effectués. Ce calcul tient donc compte de la politique générale de la Colombie, et en particulier des politiques budgétaires et économiques.
La notation financière a un impact sur les taux que peut obtenir la Colombie lorsqu'elle emprunte sur les marchés. Plus la note est basse, plus la confiance dans la capacité de remboursement de la Colombie est faible, et plus les taux sont élevés.

## Historique
Le 17 mars 2011, l'agence de notation financière Standard & Poor's augmente la note de la dette à long terme de Bogota, la faisant passer de BB+/B à BBB-/A3, considérant que l'économie colombienne peut résister à des chocs externes et que les bonnes perspectives de croissance à moyen terme devraient contenir l'énorme dette du secteur public. Outre Standard & Poor's, les deux autres principales agences de notation financière, Fitch Ratings et Moody's, accordent également l'investment grade à la Colombie entre mars et juillet 2011. Alors que sa dette était classée dans la catégorie « obligations pourries » par les agences de notation financière dix ans auparavant, la Colombie, grâce à sa croissance, devient la troisième économie de l'Amérique du Sud derrière le Brésil et l'Argentine.